# Honorat de Porchères Laugier
Honorat de Porchères Laugier, né à Forcalquier, ancienne capitale de la Haute-Provence, le 8 juin 1572, et mort le 26 octobre 1653, est un poète français. Connu surtout pour son sonnet sur les beaux yeux de Gabrielle d'Estrées, il fut l'un des premiers membres de l'Académie française.

## Biographie
Fils d'un avocat au parlement, il conserva le titre « seigneur de Porchères » dont il avait hérité. Cela lui valut d'être souvent confondu avec un autre académicien, François d'Arbaud de Porchères, avec lequel il n'avait aucun lien de parenté. « Chacun d'eux traitait l'autre de bâtard, écrit Tallement des Réaux, et soutenait qu'il n'était pas de la maison de Porchères. » Ce quiproquo venait du fait qu'un aïeul de François d'Arbaud de Porchères, nommé Jacques d'Arbaud, avait acheté le fief de Porchères à un aïeul d'Honorat de Porchères Laugier, nommé Esprit Laugier.
Honorat de Porchères Laugier débuta en littérature par un ouvrage en prose, Le Camp de la Place-Royale, qu'il publia en 1612. Ses poésies galantes, insérées dans les recueils du temps, le firent remarquer par Valentin Conrart et son cercle d'amis, qui l'invitèrent à faire partie de l'académie qu'ils formaient. Le 4 décembre 1634, il fut reçu dans la toute nouvelle Académie française, où il prononça peu après le huitième discours, À la louange de l'Académie, de son Protecteur et de ceux qui la composent, suivi du treizième, Des différences et des conformités qui sont entre l'amour et l'amitié. C'est à la suite de son admission que le cardinal Richelieu, qui se méfiait de lui, imposa à l'Académie deux nouveaux réglements : les futurs académiciens ne pourraient être nommés sans son consentement et seraient désormais élus par billets et non plus à haute voix.
« Il était grand et bien fait », écrit Tallemant des Réaux, mais aussi « le plus extravagant homme du monde après M. Des Yveteaux, et le plus vain » quant à son habillement. « Jamais on ne lui vit un habit neuf, qu'il n'eût un vieux chapeau, de vieux bas ou de vieux souliers ; il y avait toujours quelque pièce de son harnois qui n'alloit pas bien. La maréchale de Thémines disoit qu'il étoit « comme le diable qui a beau se faire agréable aux yeux de ceux qu'il veut tenter : il y a toujours quelque griffe crochue qui gâte tout ». » Le poète Voiture fit sur lui cette chanson satirique :
Vous êtes seigneur,
Monsieur de Porchères ;
Chacun vous révère
Et vous porte honneur.
Changez de jartières,
Monsieur le rimeur.
Il était cependant apprécié de la princesse de Conti, qui le recevait tous les jours et pour laquelle il composait des ballets. De cet emploi, il fit une charge qui lui rapporta une pension de douze cents écus ainsi que le titre d' « intendant des plaisirs nocturnes » Son plus célèbre sonnet fut composé à la gloire de la marquise de Monceaux, qui n'était autre que la maîtresse du roi Henri IV, Gabrielle d'Estrées.

## Sonnet

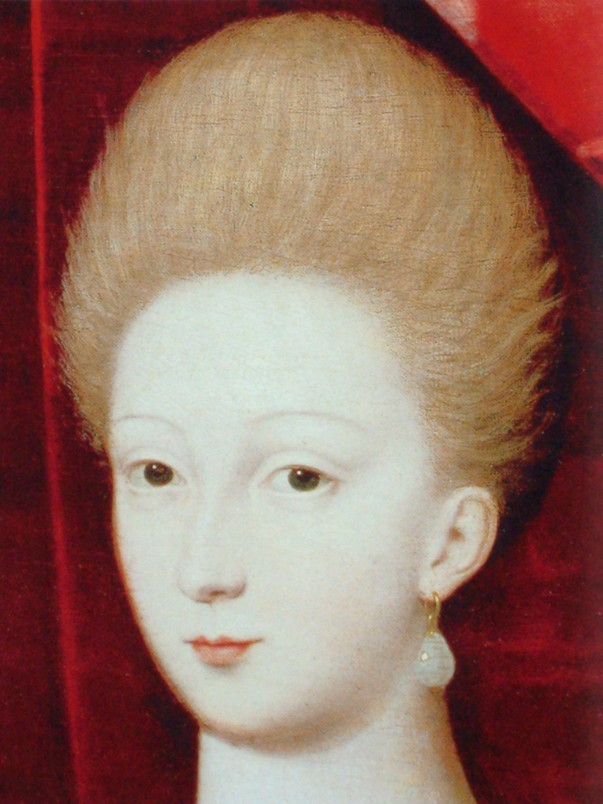
Gabrielle d'Estrées.
Portrait de Gabrielle d'Estrées et de la Duchesse de Villars, détail, école française, 1594, musée du Louvre.

Sur les yeux de la marquise de Monceaux
Ce ne sont pas des yeux, ce sont plutôt des dieux :
Ils ont dessus les rois la puissance absolue.
Dieux ? Non, ce sont des cieux ; ils ont la couleur bleue
Et le mouvement prompt comme celui des cieux.
Cieux ? Non, mais des soleils clairement radieux
Dont les rayons brillants nous offusquent la vue.
Soleils ? Non, mais éclairs de puissance inconnue,
Des foudres de l'amour signes présagieux ;
Car s'ils étaient des dieux, feraient-ils tant de mal ?
Si des cieux, ils auraient leur mouvement égal.
Deux soleils, ne se peut ; le soleil est unique.
Éclairs ? Non ; car ceux-ci durent trop et trop clairs
Toutefois je les nomme, afin que je m'explique,
Des yeux, des dieux, des cieux, des soleils, des éclairs.

## Publications
- Le Camp de la Place-Royale, ou relation de ce qui s'y est passé les cinquième, sixième et septième jour d'avril, mil six cent douze, pour la publication des mariages du roi et de Madame, avec l'infante et le prince d'Espagne, le tout recueilli par le commandement de Sa Majesté (1612)
- Cent lettres d'amour écrites d'Érandre à Cléanthe (1646)